# Пиндолол
Пиндоло́л — лекарственное средство группы бета-адреноблокаторов, применяется при гипертонии, отёках соответствующего генеза, желудочковых тахикардиях и фибрилляции предсердий.
Также является антагонистом 5-HT1A-рецепторов.

## Свойства
Белый или не совсем белый порошок без запаха. Хорошо растворим в органических растворителях и водных растворах кислот.

## Фармакология
Является некардиоселективным адреноблокатором умеренного действия, в терапевтических дозировках обладает слабой внутренней симпатомиметической активностью (является частичным агонистом β1- и β2-адренорецепторов), небольшим прямым угнетающим действием на миокард и практически не имеет хинидин-подобного мембраностабилизирующего эффекта. Пиндолол уменьшает атриовентрикулярную проводимость и снижает частоту синусового ритма. Под действием пиндолола может увеличиваться уровень триглицеридов и снижаться уровень HDL-холестерина в плазме крови.
Пиндолол неизбирательно блокирует β1-адренорецепторы (в основном в сердце), уменьшая эффекты от действия адреналина и норадреналина, что приводит к снижению частоты сердечных сокращений и артериального давления. Связываясь с β2-адренорецепторами юкстагомерулярного аппарата, пиндолол угнетает выработку ренина, подавляя тем самым синтез ангиотензина II и альдостерона, в связи с чем тормозит вазоконстрикцию и задержку воды. Имеются данные о том, что пиндолол также блокирует серотониновые 5-HT1 рецепторы, тем самым улучшая антидепрессивный эффект селективных ингибиторов обратного захвата серотонина.
По своему действию близок к окспренололу, по интенсивности действия несколько уступает пропранололу.
Имеет неполярную гидрофобную химическую структуру, растворимость пиндолола в жирах — от низкой до умеренной, с соответствующими фармакокинетическими свойствами. Быстро и почти полностью (более 95 %) всасывается из ЖКТ, биодоступность препарата составляет 87 % (около 13 % составляет метаболизм «первого прохождения» через печень). От 35 % до 40 % пиндолола выводится в неизменённом виде с мочой, от 60 % до 65 % — метаболизируется в печени с участием цитохрома P450 2D6, в основном с образованием гидрокси-метаболитов, которые выделяются в виде глюкуронидов и эфирных сульфатов. При внутривенном введении от 6 % до 9 % экскретируется с желчью в фекалиях.

## Режим дозирования
Рекомендуемая среднесуточная доза — 15 мг за 2-3 приёма (начальная суточная доза — 5-10 мг, максимальная — 30 мг). Суточную дозу следует повышать постепенно с недельными интервалами до достижения необходимого эффекта. Эффект препарата может наблюдаться с первой недели его применения, однако выраженный терапевтический эффект развивается через 3-4 недели лечения.
Пиндолол является одним из наименее токсичных бета-адреноблокаторов. У пациентов не отмечалось токсических симптомов в разовых дозах до 480 мг. Летальная доза (LD50) в опытах на крысах при пероральном введении составила 263 мг/кг. Признаки передозировки: выраженная брадикардия, сердечная недостаточность, гипотензия, бронхоспазм.